# کتورا اورجی
کتورا اورجی (انگلیسی: Keturah Orji؛ زادهٔ ۵ مارس ۱۹۹۶) ورزشکار دو و میدانی اهل ایالات متحده آمریکا است.